# 1951 no desporto

## Eventos
- 25 de fevereiro - Ocorre o primeiro Jogos Pan-Americanos realizado na Argentina.

## Automobilismo
- 14 de julho - O argentino Jose Froilan Gonzalez vence o GP da Grã-Bretanha, Silverstone, sua primeira vitória na carreira e também a primeira da Ferrari na Fórmula 1.[1]
- 16 de setembro - Chico Landi entra para a história por ser o primeiro piloto do Brasil a competir na Fórmula 1. No GP da Itália, Monza, ele alinhou a Ferrari alugada na 16ª posição (o limite era de 22 posições). A primeira corrida de um piloto brasileiro na história da F1 durou apenas uma volta, devido à quebra da transmissão.[2][3]
- 28 de outubro - O argentino Juan Manuel Fangio vence o GP da Espanha, Pedralbes, e torna-se campeão mundial de Fórmula 1.[4]

## Futebol
- 25 de fevereiro - O Sporting é campeão português com três rodadas de antecedência. É o sexto título do Sporting no campeonato.
- 11 de abril - O Palmeiras é campeão do Torneio Rio-SP.[5]
- 22 de abril - O Atlético de Madrid é campeão espanhol.[6]
- 27 de maio - Nice é campeão francês pela primeira vez.
- 28 de maio - Tottenham é campeão inglês com uma rodada de antecedência. É o primeiro título do Tottenham no campeonato.[7][8]
- 10 de junho - O Milan é campeão italiano com uma rodada de antecedência. O time perdeu para a Lazio por 2 a 1, mas levou a taça com a derrota da Inter por 2 a 1 para o Torino. É o quarto título do Milan.[9]
- 22 de julho - O Palmeiras é campeão da Copa Rio.[10][11]
- 5 de dezembro - O  Racing é campeão argentino.[12]

## Nascimentos
| Data            | Nome                  | Profissão                      | Nacionalidade                              | Observações | Ref    |
| --------------- | --------------------- | ------------------------------ | ------------------------------------------ | ----------- | ------ |
| 1 de janeiro    | Hans-Joachim Stuck    | automobilista                  | Alemanha (atual) · Alemanha Ocidental      |             |        |
| 2 de janeiro    | Lula Ferreira         | técnico de basquetebol         | Brasil                                     |             |        |
| 22 de janeiro   | Ondrej Nepela         | patinador artístico            | Eslováquia (atual) · Tchecoslováquia       | m. 1989     | [ 13 ] |
| 25 de janeiro   | Steve Prefontaine     | atleta, meio-fundista          | Estados Unidos                             | m. 1975     | [ 14 ] |
| 26 de janeiro   | Jarmila Kratochvílová | atleta, velocista              | República Tcheca (atual) · Tchecoslováquia |             |        |
| 2 de fevereiro  | Waldir Peres          | futebolista                    | Brasil                                     | m. 2017     | [ 15 ] |
| 13 de fevereiro | Michel Pollentier     | ciclista                       | Bélgica                                    |             |        |
| 14 de fevereiro | Kevin Keegan          | futebolista e treinador        | Reino Unido                                |             |        |
| 15 de fevereiro | Markku Alén           | piloto de ralis                | Finlândia                                  |             |        |
| 25 de fevereiro | Don Quarrie           | atleta, velocista              | Jamaica                                    |             |        |
| 4 de março      | Kenny Dalglish        | futebolista e treinador        | Escócia                                    |             |        |
| 23 de março     | Julie Lynn Holmes     | patinadora artística           | Estados Unidos                             |             |        |
| 13 de abril     | Joachim Streich       | futebolista e treinador        | Alemanha (atual) · Alemanha Oriental       | m. 2022     | [ 16 ] |
| 15 de abril     | Beatrix Schuba        | patinadora artística           | Áustria                                    |             |        |
| 29 de abril     | Dale Earnhardt        | piloto de Nascar               | Estados Unidos                             | m. 2001     | [ 17 ] |
| 1 de maio       | Geoff Lees            | automobilista                  | Inglaterra                                 |             |        |
| 8 de maio       | Humberto Brenes       | jogador de pôquer              | Costa Rica                                 |             |        |
| 18 de maio      | Angela Voigt          | atleta, saltadora em distância | Alemanha (atual) · Alemanha Oriental       | m. 2013     | [ 18 ] |
| 23 de maio      | Anatoly Karpov        | jogador de xadrez              | Rússia (atual) · União Soviética           |             |        |
| 2 de junho      | Arnold Mühren         | futebolista                    | Países Baixos                              |             |        |
| 19 de junho     | Francesco Moser       | ciclista                       | Itália                                     |             |        |
| 23 de junho     | Michèle Mouton        | piloto de ralis                | França                                     |             |        |
| 31 de julho     | Evonne Goolagong      | tenista                        | Austrália                                  |             |        |
| 8 de agosto     | Louis van Gaal        | futebolista e treinador        | Países Baixos                              |             |        |
| 5 de setembro   | Paul Breitner         | futebolista                    | Alemanha (atual) · Alemanha Oriental       |             |        |
| 15 de setembro  | Johan Neeskens        | futebolista                    | Países Baixos                              | m. 2024     | [ 19 ] |
| 16 de setembro  | René van de Kerkhof   | futebolista                    | Países Baixos                              |             |        |
| 16 de setembro  | Willy van de Kerkhof  | futebolista                    | Países Baixos                              |             |        |
| 18 de setembro  | Marc Surer            | automobilista                  | Suíça                                      |             |        |
| 6 de outubro    | Manfred Winkelhock    | automobilista                  | Alemanha (atual) · Alemanha Ocidental      | m. 1985     | [ 20 ] |
| 8 de outubro    | Timo Salonen          | piloto de ralis                | Finlândia                                  |             |        |
| 1 de novembro   | Fernando Mamede       | atleta, fundista               | Portugal                                   |             |        |
| 18 de novembro  | David Kipiani         | futebolista                    | Geórgia (atual) · União Soviética          | m. 2001     | [ 21 ] |
| 25 de novembro  | Johnny Rep            | futebolista                    | Países Baixos                              |             |        |
| 15 de dezembro  | Joe Jordan            | futebolista e treinador        | Escócia                                    |             |        |
| 17 de dezembro  | Colleen O'Connor      | patinadora artística           | Estados Unidos                             |             |        |
| 17 de dezembro  | Tatyana Kazankina     | atleta, meio-fundista          | Rússia (atual) · União Soviética           |             |        |
| 29 de dezembro  | Hilary Green          | patinadora artística           | Reino Unido                                |             |        |
| 31 de dezembro  | Kenny Roberts         | motociclista                   | Estados Unidos                             |             |        |

## Mortes
| Data          | Nome          | Profissão         | Nacionalidade | Observações | Ref    |
| ------------- | ------------- | ----------------- | ------------- | ----------- | ------ |
| 13 de agosto  | David Jenkins | jogador de rugby  | País de Gales | n. 1904     |        |
| 5 de novembro | Reggie Walker | atleta, velocista | África do Sul | n. 1889     | [ 22 ] |